# 4Wheel Fun
4Wheel Fun war eine Automobil-Fachzeitschrift, die über Geländewagen und SUV berichtete. Sie erschien 1994 bis 2009, zunächst im VF-Verlag/Mainz, seit 2005 bei der Motor Presse Stuttgart.

## Verlag/Redaktion
4Wheel Fun erschien monatlich bei der Motor Presse Stuttgart. Ein Heft kostete zuletzt 3,20 Euro.
Der Redaktionssitz war in Berlin. Seit 2005 leitete Chefredakteur Roland Korioth 4Wheel Fun. Vertreten wurde er von Frank B. Meyer. Die Redaktion verantwortete außerdem die Zeitschrift Auto Straßenverkehr.
Die Testmannschaft fuhr und maß alle Testwagen auf abgesperrten Strecken. Zumeist waren dies das Driving Center Groß Dölln, der Lausitzring und das Fahrgelände in Horstwalde. Dort entstand auch der monatliche Supertest, ein umfangreicher und in dieser Form im deutschsprachigen Raum einzigartiger 1000-Punkte-Praxistest für Geländewagen. Die Ergebnisse der Supertests wurden auch im Online-Portal der Zeitschrift veröffentlicht.
Die Motor Presse Stuttgart gab am 6. Mai 2009 bekannt, dass der Standort Berlin, wo die Titel 4Wheel Fun und AUTOStraßenverkehr erschienen, geschlossen wird. Nach Erscheinen der Juni-Ausgabe 2009 wurde der Print-Titel eingestellt.

## 4Wheel FunOnline
Ab Juli 2008 gab es eine Internetplattform, die ca. 320.000 Visits (Stand Januar 2014) und über vier Millionen Page Impressions je Monat erreichte (IVW). Auch nach Einstellung des Hefts bestand die Internetplattform fort. Analog zum Print-Magazin wurden in der Online-Ausgabe aktuelle Tests, Fahrberichte und News zum Thema Geländewagen/SUV publiziert. Als redaktionelle Leiterin von 4wheelfun.de fungierte Birgit Priemann, inhaltlich gestaltet wurde die Plattform im Wesentlichen von Torsten Seibt, der zuvor auch der Printredaktion als ständiger Mitarbeiter angehört hatte.